# Multi Point Interface - Siemens
Le Multi Point Interface - Siemens (MPI) est une interface propriétaire des automates programmables industriels SIMATIC S7 de la compagnie Siemens.
Elle est utilisée pour le raccordement des stations de programmation (PG ou PC), les pupitres opérateurs, ainsi que pour d’autres appareils appartenant à la famille SIMATIC. C’est cette technologie qui a inspiré le développement du protocole Profibus.
L’interface MPI est basée sur la norme EIA-485 (autrefois RS-485) et fonctionne avec une vitesse de transfert de 187,5 kBd.
Le réseau MPI doit être muni de résistances de fin de ligne généralement incluses dans les connecteurs et activées par simple levier.
Les fabricants utilisant cette technologie MPI peuvent proposer toute une gamme de connexions vers un PC : Cartes MPI, cartes PCMCIA, adapteurs USB ou Ethernet.